# Egyetemi Víztorony
Az Egyetemi Víztorony országosan védett ipari műemlék, Gödöllő egyik különlegessége.

## Földrajzi helyzete
Gödöllő belvárosától dél–délnyugatra, az egykori Agrártudományi Egyetem, 2021-től Magyar Agrár- és Élettudományi Egyetem Szent István Campus Fácánosnak nevezett parkjában áll 211 m magasan, a Gödöllői-dombság vízválasztóján: a lapos dombhát nyugati oldalán a Budapesten a Dunába torkolló Rákos-patak folyik, keleti oldaláról a Besnyői-patak vize viszont az Egres-patak–Galga–Zagyva útvonalon a Tiszába jut.

## Története
A város egyetemi negyedében az ott dolgozók számára 1954-1958 között jellegzetes szocreál lakótelep épült. A diákság részére pedig 1958-1970 között a műemlék főépület a kor modern stílusjegyeit magán viselő kampusz és kollégium épületekkel bővült.
A 109 lakásos egyetemi lakótelep számára épült 1955-ben Jánossy György és Czebe István tervei alapján. Mire elkészült, már fölöslegessé is vált, mivel a vízellátást máshogy oldották meg. Ezért eredeti funkciójának megfelelően soha nem használták — gyakorlatilag más célokra sem, mivel túlságosan messze van a város forgalmasabb részeitől.
A toronysisakot a csillagászok obszervatóriumnak alkalmatlannak ítélték, ezért nem vették birtokba.
A kertben a kőszobrokat 1962-ben állították fel.

## Az épület
Az egyetemi víztorony szimbolikus, kultikus épület. Az épület magassága 30 m, ehhez kettőt ad hozzá a tetején svéd csapágygolyókon forgó szélkakas. A teljesen hétköznapi funkcióhoz egyedileg tervezett igényes és nagyvonalú alkotás született. Bár az ötvenes években épült, stílusa markánsan eltér mind a szocreáltól, mind a hazai víztoronyépítészet hagyományaitól; a korra csak a téglafelületből alig kiugró párkány és a négyzetes, keretezett ablakok utalnak.
Mivel a környék legmagasabb pontján áll, eleve nem kellett magasra építeni. A zömök, hengeres törzsön az 1920-as évek észak-európai építészetének neoklasszicista stílusa érezhető, mint az úgynevezett dániás építészek legtöbb munkáján — a tervezők Dániából kézben hozták haza Erik Gunnar Asplund nagy monográfiáját. Éppen ezért sokkal inkább hasonlít világítótoronyra, mint hagyományos víztoronyra. Klasszikus elem rajta a zárópárkány, amely összenyomott, visszafogott profiljával megosztja, értelmesen tagolja a felületet. Maga a torony lényegében két koncentrikus henger, amelyek közül a belső lett volna a 150 m³ víz befogadására alkalmas víztartály, a külsőt pedig üvegezett acélszerkezetű kilátó — tervezett csillagászati megfigyelőhely, illetve meteorológiai állomás — koronázza meg. Mindkét hengerpalást 25 cm vastag téglafal; a külső és a belső téglaköpenyt két, ördöglépcsőként kialakított vasbeton csigalépcső fogja össze. Ennek megfelelően a földszinten a toronynak két bejárata van; ezek a két képcső kezdőpontjai. A rövidebbik lépcső a vízmedence tetején, a gépházban ér véget, a másik felvezet a kilátóhoz. A kilátó padlózatán a csillag az égtájakat mutatja.
A törzs és a sisak között az épület a vaskorlátos párkányon körüljárható.
A torony külső felülete fehérre festett nyerstégla, amelynek felületéből függőlegesen lefutó pici ablaknyílások emelkednek ki. Hasonló, a lépcső mellett csigavonalban emelkedő sorban kialakított nyílások törik át a belső henger falát is.
Az épület bejárata felett Borsos Miklós szobrászművész alkotása: Arion és a delfin látható. A dombormű  feltűnően hasonlít ahhoz, ami a művész síremlékét is díszíti. A torony csúcsán álló szélkakas Magyari Barna munkája.
1990-ben itt rendezte be az egyetem Vízgazdálkodási és Meliorációs Tanszéke a Mezőgazdasági Vízgazdálkodás- és Geodéziatörténeti Kiállítást.

## Környezete, kertje
A tornyot övező téglakerítés vonalát a rézkakas földre vetett árnyéka jelölte ki, emiatt formája kettős vesére emlékeztet. A víztorony egyúttal egy napóra mutatója is lett volna úgy, hogy, a téglakerítésen lett volna a számlapként. Az idő múlását a 12 állatövi jegyet ábrázoló kőszobor mutatta volna 8 és 17 óra között. A jobb megvilágítást a kőfalon kívül az erdőbe vágott nyiladék segítette volna. A kőszobrokat Nagy Géza (Bika, Rák, Oroszlán, Nyilas, Vízöntő, Halak) és Molnár László (Kos, Ikrek, Szűz, Mérleg, Skorpió, Bak) faragta 1962-ben állították fel.
Ugyancsak a szélkakas árnyékának mozgását felhasználva virágórát is terveztek az egyetem kertészei. Tervük szerint a virágóra az évszakokat, hónapokat is jelezte volna úgy, hogy a hajnali órákhoz ültetett virágok tavasszal, a dél körüliek nyáron, a délutániak ősszel nyíljanak, a telet pedig a téglafalra felfuttatott borostyán jelezze.

## A kiállítás
A vízgazdálkodási és földméréstörténeti kiállítás rendkívül értékes adatokat oszt meg, képeket mutat be a magyar folyamszabályozás, öntözés, vízgazdálkodás történetéből. A zömmel fekete-fehér posztereket a külső fal belső oldalára függesztették, és a feljáró lépcsőn lépegetve tekinthetjük meg őket Az eleve meglehetősen igénytelenül elkészített, fóliázatlan poszterek minősége a kifüggesztés óta eltelt évtizedekben sokat romlott. Többet már le is szedtek eredeti helyéről; ezek a falhoz támasztva tekinthetők meg.

## Látogatása
Alkalmi kulturális rendezvényeken nyitják ki évente kétszer–háromszor. Ilyenkor értő, élvezetes szakmai vezetés segíti a látottak értelmezését. Látogatása díjmentes.
Kertje év közben is többé-kevésbé szabadon látogatható.